# Francisco de Mendoza

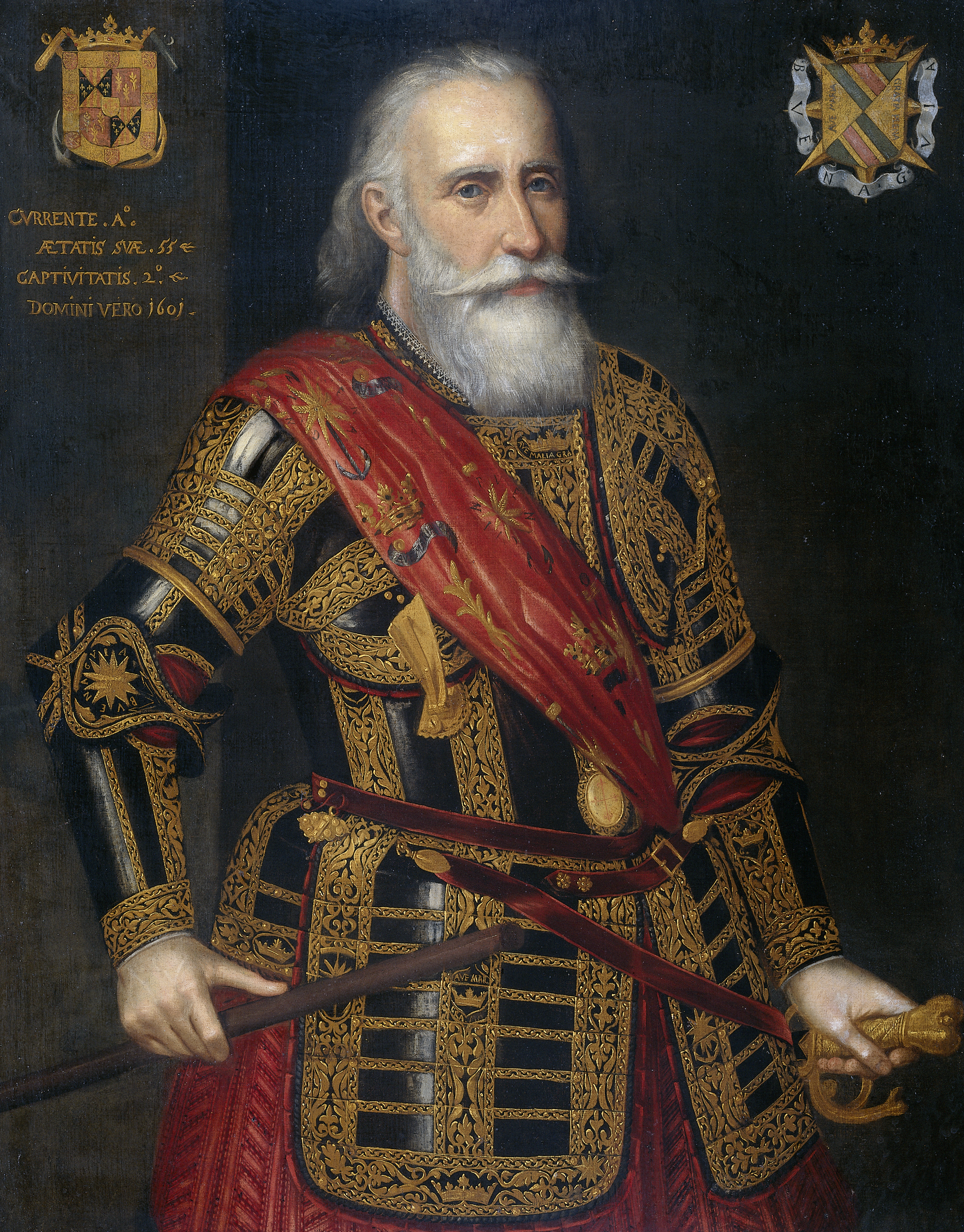
Francisco Hurtado de Mendoza 1601

Francisco Hurtado de Mendoza (* getauft 21. August 1550 in Balmaseda; † 1. März 1623 in Madrid), Admiral von Aragón, war spanischer Oberbefehlshaber im Achtzigjährigen Krieg gegen die rebellischen Niederlande.

Francisco de Mendoza

## Wirken
Albrecht VII. von Österreich beauftragte 1598 den Admiral Mendoza mit dem Oberbefehl über das Kriegsheer der Spanier. Er hatte den Auftrag, einen Feldzug gegen die Vereinigten Niederlande durchzuführen. Der Admiral, aus einem vornehmen Spanischen Hause entflossen, galt für einen ersahmen Feldherrn, aber sein Stolz und ein hartes Gemüth machten ihn verhaßt, und seine bigotte Frömmigkeit ward oft seinen Untergebenen selbst ein Gegenstand des Spottes über ihn.
Nach mehreren Versuchen, gegen die Niederländer vorzugehen, war die Situation im Herbst 1598 so festgefahren, dass aufgrund des Kräfteverhältnisses weder Mendoza noch der Prinz Moritz von Oranien eine Entscheidung erzwingen konnten. Unter dem Vorwand, eine Besetzung des Münsterlandes und der Grafschaft Mark durch die Niederländer zu verhindern, nahmen Mendozas Truppen dort ihr Winterquartier. Die Ereignisse des Spanischen Winters 1598/99 nahmen ihren Lauf.
Am 2. Juli 1600 trafen in den Dünen bei Nieuwpoort die niederländischen Truppen unter Moritz von Oranien und die spanisch-habsburgischen Truppen unter Erzherzog Albrecht aufeinander. Insgesamt 6000 Soldaten fielen auf beiden Seiten, die katholischen Truppen unterlagen, Francisco de Mendoza wurde gefangen genommen.

## Weiterführende Literatur
- J. Buisman, A.F.V. van Engelen: Duizend jaar weer, wind en water in de Lage Landen. Teil 4: 1575–1675. Franeker: Van Wijnen, 1998,  ISBN 90-51941-43-9